# IRIS ZERO瞳的異色世界
《IRIS ZERO瞳的異色世界》是ピロ式執筆，蛍たかな作畫的漫畫作品，於2009年4月27日發售的月刊Comic Alive2009年6月號雜誌開始連載，由Media Factory出版發行。中文版則由尖端出版代理發行。
第5卷漫畫與廣播劇CD同時發售。
由於作者身體不適，本作品於2012年11月16日聲明休載。
將近一年後，因作者身體狀況好轉，在2013年9月27日聲明將從10月26日發售的12月號開始恢復連載。

## 作品簡介
這個世界，每位少年少女的眼睛內理所當然地都具有「瞳（Iris）」的能力。
因為是個沒有瞳能力的「非持有者（Iris Zero）」，從小就被欺負到大的水島透，為了不樹立敵人，秉持著「低視聽率」的座右銘，保持低調的生活。但是卻在某天突然接到校園美少女佐佐森小雪的請託。
忽然受到大家矚目的透，生活逐漸發生了變化。

## 登場人物

### 主要人物
水島 透（聲：柿原徹也）
生日為9月14日（處女座）、A型。
瞳的能力：無
本作男主角，非持有者（IRIS ZERO）。因為不持有瞳，從小就被欺負，為了不引人注目，而以「低視聽率」的座右銘生活著。
佐佐森小雪（聲：日高里菜）
生日為12月20日（射手座）、O型。
瞳的能力：能見到人們頭上的○×記號，藉此辨別誰是事務的適任者
漂亮的容姿與善良個性，在男女學生中都很有人氣。
篠塚 聖（聲：宮坂俊藏）
生日為5月10日（金牛座）、AB型。
瞳的能力：能見到將死的動植物圍繞著黑色蝴蝶。
透為數不多的友人。很少對别人談起自己的瞳。
結城 朝日（聲：井上麻里奈）
生日為7月3日（巨蟹座）B型。
瞳的能力：能見到說謊者屁股長出的惡魔尾巴。
透小學時期的青梅竹馬。
時田 晴海（聲：赤羽根健治）
生日為4月22日（金牛座）、B型。
瞳的能力：能見到抱持戀愛感情人們頭上的箭矢，所指方向為戀愛對象。
透和久賀的同班同學。與久賀是幼年時的青梅竹馬。
久賀 七瀨（聲：伊藤加奈惠）
生日為4月22日（金牛座）、B型。
瞳的能力：能見到抱持不同感情人們背上的羽翼顏色。
透與時田的同班同學。與時田是幼年時的青梅竹馬。

### 其他人物
藤村老師
透就讀高中的國文老師，具有瞳。透猜測其瞳為判斷一個人天職之類的能力。
橘 皐月
聖的過去篇登場的學生，與聖上同一所補習班。
片桐
聖的過去篇登場的學生，與聖和透就讀同一所初中，園藝社社員。
北條
透的同校學生。
七瀬的母親
與虐待七瀨的丈夫離婚，獨自扶養著七瀨。有著如女暴走族的身形，瞪人時會讓聖感到害怕。對自己製作的蛋糕十分自豪。

## 用語
瞳（IRIS）
當今世界寄宿在小孩們瞳中的能力，能力因人而異。日本國內第一批具有瞳能力的嬰兒出現於27年前。當時，具有能力的嬰兒占當時新生兒約1%的比率，5年後爆發性的增加，現在99%以上小孩都具有瞳能力。
具有瞳能力的孩子會歧視或欺負沒有瞳能力的孩子。
非持有者（IRIS ZERO）
即不持有瞳能力人們，在社會上受到具有瞳能力的同儕歧視。

## 單行本
| 期数 | 日文版         | 日文版                 | 中文版        | 中文版               |
| 期数 | 发售日         | ISBN                   | 发售日        | EAN                  |
| ---- | -------------- | ---------------------- | ------------- | -------------------- |
| 1    | 2009年10月23日 | ISBN 978-4-8401-2927-5 | 2012年3月23日 | EAN 471-7702-24023-3 |
| 2    | 2010年4月23日  | ISBN 978-4-8401-3317-3 |               |                      |
| 3    | 2011年1月23日  | ISBN 978-4-8401-3735-5 |               |                      |
| 4    | 2011年7月23日  | ISBN 978-4-8401-4013-3 |               |                      |
| 5    | 2012年2月23日  | ISBN 978-4-8401-4416-2 |               |                      |

## 外部連結
- ピロ式&蛍たかな的部落格（页面存档备份，存于）（日語）
- 作品官網（页面存档备份，存于）（日語）